# 小川恭範
小川 恭範（おがわ やすのり、1962年4月11日 - ）は、日本の技術者、実業家。元セイコーエプソン代表取締役社長。現会長。

## 経歴
愛知県名古屋市出身。愛知県立中村高等学校、東北大学工学部卒業。1988年東北大学大学院工学研究科修士課程修了、セイコーエプソン入社、研究開発本部配属。1993年からプロジェクター設計・開発に従事。2008年セイコーエプソンVI事業推進部長。同年セイコーエプソンVI企画設計部長。2017年セイコーエプソンビジュアルプロダクツ事業部長。2017年セイコーエプソン執行役員。2018年セイコーエプソン取締役執行役員。2018年セイコーエプソン技術開発本部長。2019年セイコーエプソン取締役常務執行役員 ウエアラブル・産業プロダクツ事業セグメント担当。2020年セイコーエプソン代表取締役社長。2025年セイコーエプソン取締役会長